# Paul Gires
Pour les articles homonymes, voir Gires.
Paul Edmond Gires est un médecin français, pionnier de la stomatologie, né à Coutances le  15 juin 1873 et mort à Verneuil-sur-Avre le 23 octobre 1948.

## Biographie
Paul Gires, né dans une famille de négociants manchois, fait ses études au lycée Lebrun de Coutances puis sa médecine à Paris. Sa thèse de doctorat montre l'intérêt qu'il porte déjà à la stomatologie. Le professeur Paul Brouardel, doyen de la Faculté de médecine de Paris, le désigne en 1897 pour une mission d'étude sur le fonctionnement des écoles dentaires à l'étranger. Aux États-Unis, le Dr Gires mène son enquête à Boston, Chicago, Buffalo, New-York, Baltimore, Philadelphie. Il est remarqué à la School of Dental Medicine de l'Université de Pennsylvanie par le professeur Edwin T. Tarby qui lui propose de rester à Philadelphie pour se spécialiser dans la stomatologie.
Paul Gires obtient en 1898 le grade américain de DDS, rentre à Paris et publie son rapport de voyage d'étude. Il présente en 1900 sa première communication au XIIIe Congrès international de médecine et la deuxième en 1901 à l'American dental club of Paris. Il continue ses études à Londres puis ouvre à Paris un cabinet libéral de maladies de la bouche et des dents. Il obtient en 1902, sous la direction du médecin-dentiste des Hôpitaux de Paris Henri Bordier, le titre de chirurgien-dentiste de la Faculté de médecine de Paris. Il publie en 1903 une adaptation française d'un ouvrage de Charles N. Johnson (1860-1938), célèbre professeur de technique opératoire au Collège de chirurgie dentaire de Chicago. Cet ouvrage, complété de nombreuses notes du Dr Paul Gires, constitue un traité complet de technique opératoire dont l'équivalent n'existait pas alors en France et qui servira pendant plusieurs générations de manuel aux étudiants et de bible aux praticiens et vaudra au Dr Paul Gires une grande notoriété en Europe.
Paul Gires est jusqu'en 1914 secrétaire de la rédaction de la Revue de Stomatologieet assume personnellement la charge de sa publication. Il y publie de nombreuses contributions et restera sa vie durant membre du comité de direction de la revue. En 1907, il participe à la création de l'Association française des médecins stomatologistes,
devenue le 20 juillet 1922 l'Association française pour le développement de la stomatologie (AFDS) dont il est membre fondateur. En 1909, il est chargé d'une mission en Autriche-Hongrie aux fins d'étudier le fonctionnement des instituts universitaires de stomatologie. Secrétaire général du 2e Congrès français de stomatologie en 1911, il en fait un évènement à grand retentissement international et en publie les travaux,.
Il fonde à Paris en 1909 l'École française de stomatologie, inspirée de son expérience américaine, qui formera de très nombreux praticiens, où il enseignera pendant toute sa carrière, s'y montrant un professeur remarquable de technique dentaire opératoire. Considéré comme un opérateur habile et impeccable, il suscite l'admiration de ses élèves. En 1920, il est appelé à la présidence de l'École Française de Stomatologie et y demeurera jusqu'en 1944. L'École a été intégrée en 1944 dans la Faculté de médecine de l'Université de Paris. Paul Gires est pendant deux ans président du Syndicat national des médecins stomatologistes. En 1927, il prononce le discours d'ouverture du 5e congrès de stomatologie de Paris et en est l'éditeur scientifique.
Dans son enseignement, ses élèves et ses collègues le considèrent comme le pionnier et le maître de la stomatologie française. Il est en même temps un des praticiens libéraux les plus réputés de Paris.
En 1933, il met fin à son activité libérale à Paris mais conserve son enseignement et la présidence de l'École française de stomatologie. Il se retire à Verneuil-sur-Avre, y ouvre un cabinet, devient le stomatologiste de l'École des Roches. Il y décède en 1948 et repose à Vaudrimesnil. Il était chevalier de la Légion d'honneur.